# 帕塔山
帕塔山是印度尼西亞的火山，位於蘇門答臘島登波火山以西30公里，山坡覆蓋著茂密的森林，海拔高度2,817米。1989年5月1日，一名機師發現頂峰附近的火山噴氣孔有火山活動。